# César Augusto de Andrade Pinheiro
Cesar Augusto de Andrade Pinheiro (Bragança, Pará, 1 de janeiro de 1859 — c. 1930, Belém) foi médico, professor, coronel do exército e político, sendo por diversas vezes intendente dos municípios de Quatipuru e de Bagre, ambos no Estado do Pará. Foi considerado um dos autores de manuais didáticos de matemática mais destacados no Estado do Pará na sua época.
Durante seu período como intendente de Quatipuru, fundou a Sociedade Beneficente e Recreativa Hilda Quatipuruense. Foi durante seu período como intendente de Quatiripu que foi fundado o distrito que, anos mais tarde, se tornou o município de Capanema, pelo que ele é considerado um de seus fundadores.
Foi um dos Expositores da Exposição Nacional de 1908, no setor "Agricultura", representando o Estado do Pará. Fez parte, também, do Juri da mesma 1ª Seção "Agricultura", conforme consta no Diario Official de 16 de Setembro de 1908.
Autor do livro Arithmética Primária, conforme Folhinha Laemmert 2, nº 72, 1911, p. 61, impressa no Rio de Janeiro.
Foi também jornalista e Redator do jornal noticioso O Cidadão, com publicação semanal que circulou em Bragança entre os anos de 1889 e 1892.